# NGC 5535
NGC 5535 este o radiogalaxie situată în constelația Boarul. A fost descoperită în 8 mai 1864 de către Albert Marth.